# Ludobójstwo Czerkiesów
Ludobójstwo Czerkiesów – ludobójstwo popełnione na narodzie czerkieskim przez carską Rosję w XIX wieku. Według niektórych badaczy było ono największym ludobójstwem XIX wieku.

## Tło historyczne
Skutkiem rosyjskiego ekspansjonizmu na Kaukazie był szereg wojen toczących się od XVIII wieku. Po wielu dekadach zmagań Imperium Rosyjskiemu udało się zaanektować ten obszar i podporządkować sobie jego ludność, jednak wiązało się to z przesiedleniami miejscowych narodów, a także z masowymi zbrodniami (m.in. ludobójstwem Czerkiesów).

## Ludobójstwo

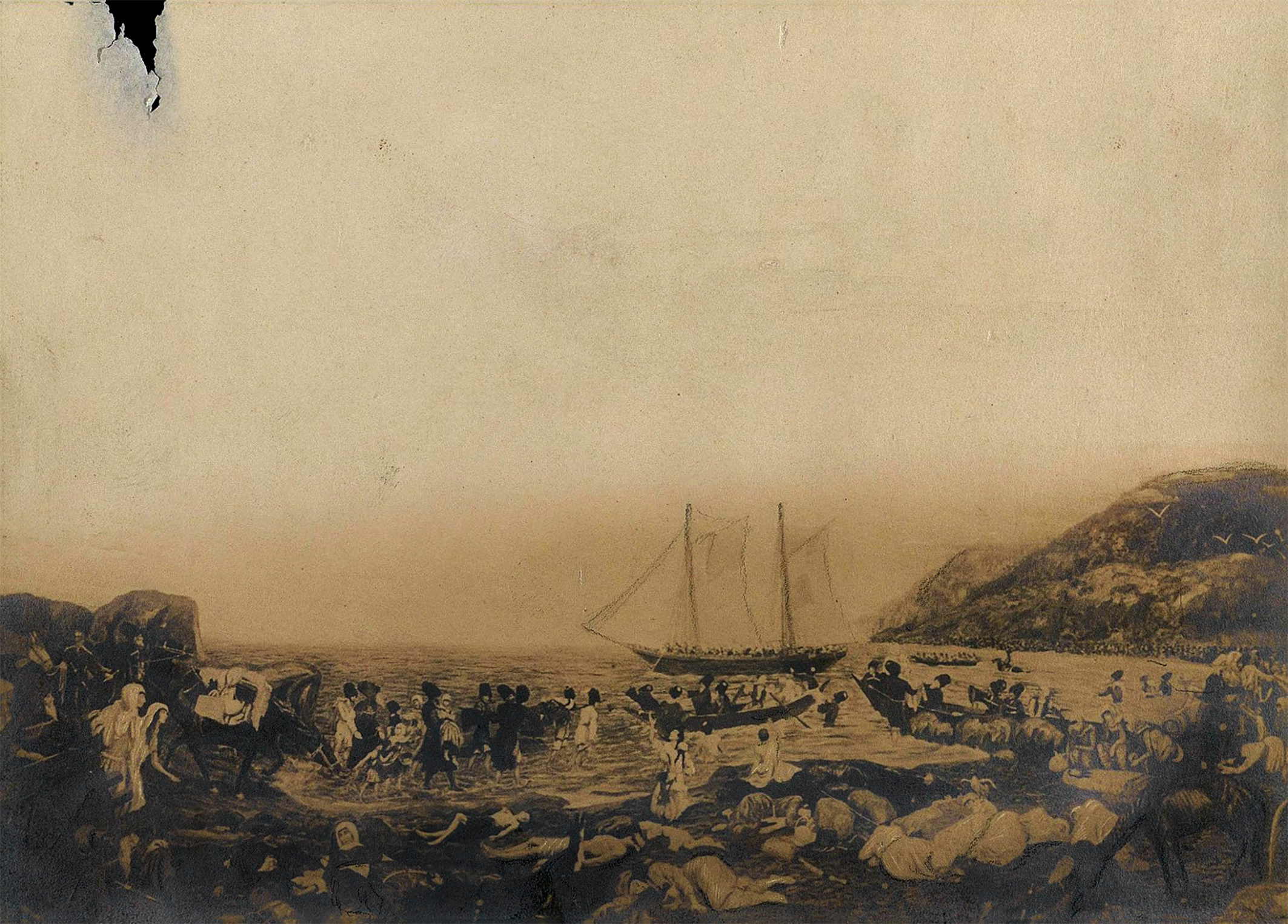
Obóz Czerkiesów koło Noworosyjska

Podczas wojny rosyjsko-czerkieskiej (1763–1864) Imperium Rosyjskie stosowało ludobójczą strategię masakrowania czerkieskich cywilów, oszczędzano jedynie niewielki odsetek osób, które zaakceptowały nawrócenie na chrześcijaństwo, rusyfikację i przesiedlenia w ramach Imperium Rosyjskiego. Pozostała ludność czerkieska, która odmówiła, była rozpraszana przez masowe deportacje lub po prostu zabijana. Wioski czerkieskie były systematycznie głodzone, palone lub cała ich populacja była masakrowana. Ofiarami byli głównie Czerkiesi, ale ucierpiały również inne ludy muzułmańskie z Kaukazu.

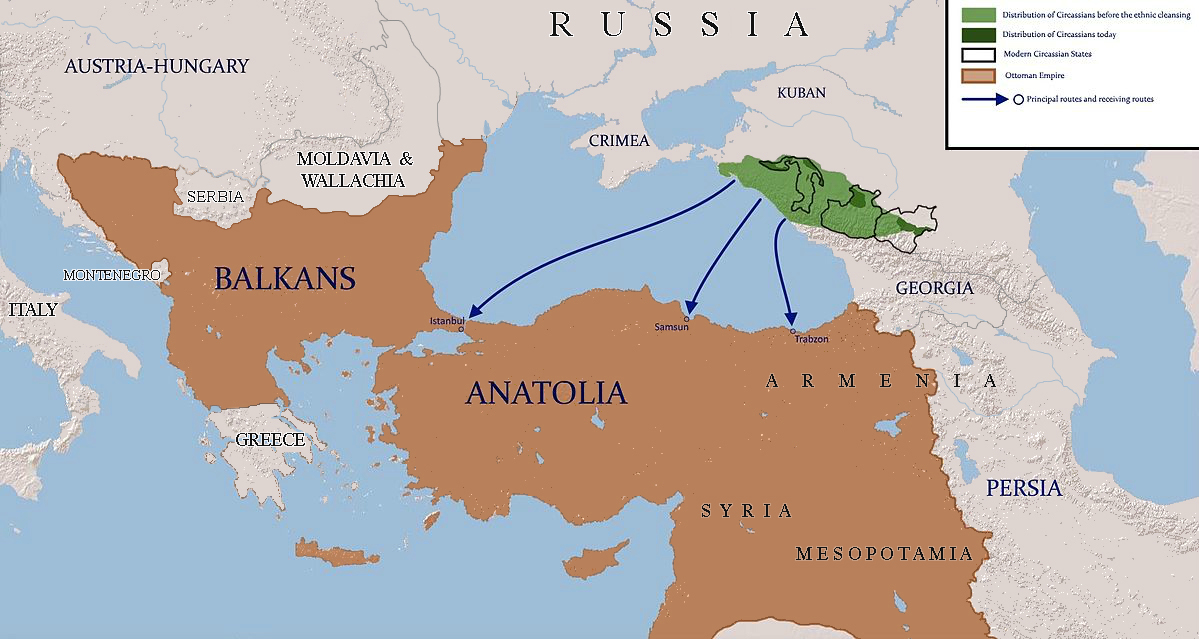
Główne kierunki deportacji i emigracji Czerkiesów w XIX wieku

Masowe deportacje ocalałej ludności rozpoczęły się już przed końcem wojny w 1864 roku i zostały w większości zakończone do 1867 roku. Przesiedleńcy osiedlili się głównie w Imperium Osmańskim. Niektórzy umierali z powodu epidemii lub głodu wśród tłumów deportowanych. Inni zginęli, gdy statki zatonęły podczas sztormów. Od 1 do 1,5 miliona Czerkiesów zostało zmuszonych do ucieczki, ale tylko połowa zdołała dotrzeć do miejsc docelowych. Archiwa osmańskie pokazują, że do 1879 r. prawie milion migrantów przybyło na ich ziemie z Kaukazu, a prawie połowa z nich zmarła na wybrzeżach w wyniku chorób. Obliczenia badaczy, w tym te uwzględniające dane archiwalne rosyjskiego rządu, oszacowały straty na 80–97% ludności czerkieskiej.

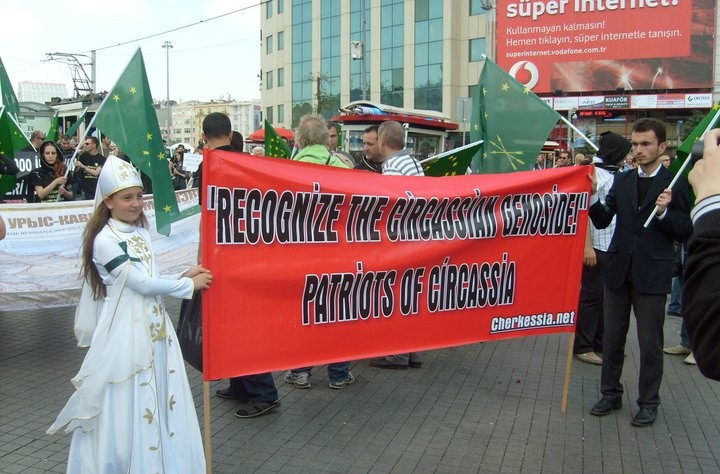
Demonstracja czerkieska w Turcji w 2011 z transparentem i napisem w j. angielskim: „Uznajcie ludobójstwo Czerkiesów!” Patrioci czerkiescy

Określenie tych wydarzeń jako ludobójstwa jest spotykane w historiografiach badaczy czerkieskich i w niektórych opracowaniach historyków międzynarodowych. Zaczęło pojawiać się w literaturze w latach 80. XX wieku. Starsze opracowania używają terminu czystki etniczne lub – zwłaszcza w przypadku opracowań wywodzących się z ZSRR – opisują to zjawisko jako przymusową migrację i deportację na skutek rosyjskiej ekspansji kolonialnej. W nowszej historiografii rosyjskiej nie ma jedności co do oceny skutków tych wydarzeń i nazwania ich ludobójstwem. Przeciwległe spektrum reprezentują poglądy niektórych nacjonalistycznych badaczy rosyjskich, według których wina leży po stronie Czerkiesów, którzy niepotrzebnie stawiali opór Imperium Rosyjskiemu, tym samych prowokując brutalne represje, a kwestia nazwania tragedii Czerkiesów ludobójstwem jest w ostatnich dekadach nagłaśniania jako element antyrosyjskiej propagandy. W badaniach międzynarodowych coraz częściej określa się te wydarzenia jako ludobójstwo, równocześnie jednak panuje zgoda, że w kontekście geopolitycznym dążenie do nagłaśniania tych wydarzeń jest związane z ruchami aktywistów czerkieskich dążącymi do odbudowania kultury, a nawet państwa czerkieskiego.
Parlament Gruzji 20 maja 2011 r. przyjął rezolucję o uznaniu działań carskiej Rosji w czasie wojen kaukaskich w XIX w. za ludobójstwo Czerkiesów. Działacze czerkiescy zwrócili się do parlamentów kilku innych krajów o uchwalenie podobnych rezolucji, organizowali też protesty, m.in. przed igrzyskami w Soczi w 2014.